# Pippa
Pippa ist ein weiblicher Vorname und ein italienischer Familienname. 

## Herkunft und Bedeutung
Pippa ist eine Koseform verschiedener weiblicher Vornamen wie Philippa, Josefa oder Josephine.

## Namensträgerinnen
- Pippa Bacca (1974–2008), italienische Aktionskünstlerin
- Pippa Bennett-Warner (* 1988), britische Schauspielerin
- Pippa Galli (* 1985), österreichische Schauspielerin und Sängerin
- Pippa Goldschmidt, britische Astrophysikerin und Schriftstellerin
- Pippa Grandison (* 1970), australische Schauspielerin und Musicaldarstellerin
- Pippa Mann (* 1983), britische Rennfahrerin
- Pippa Middleton (* 1983), Schwester von Catherine, Princess of Wales
- Pippa Schneider (* 1994), deutsche Politikerin (Bündnis 90/Die Grünen)
- Pippa Scott (1934–2025), US-amerikanische Schauspielerin